# Szineke
Szineke (1899-ig Szinitye, románul Sintea Mică) falu Romániában Arad megyében.

## Fekvése
Kisjenőtől 13 km-re délkeletre fekszik.

## Nevének eredete
Neve a régi Scynke személynévből való.

## Története
1478-ban Zyneke néven szerepel oklevélben. 1401-ben és 1404-ben megyegyűlés színhelye volt. 1561-ben pusztaként említik. A 16. század végén magyar-délszláv vegyes lakossága volt. 1596-ban a tatárok ezt a falut is elpusztították. Később románokkal telepítették újra.
1910-ben 849, túlnyomórészt román lakosa volt. A trianoni békeszerződésig Arad vármegye Kisjenői járásához tartozott.